# Hermann Else
Albert Hermann Else (* 5. Januar 1834 in Halle (Saale); † 16. Dezember 1901 in Loschwitz bei Dresden) war ein deutscher Lehrer und Autor.

## Leben und Wirken
Nach dem Besuch der ersten Bürgerschule im Waisenhaus der Franckeschen Stiftungen in Halle erlernte der Bäckerssohn in einem Grossogeschäft die Handlung praktisch, arbeitete dann als Buchhalter in mehreren Geschäften und wurde später Lehrer der Handelswissenschaften in Oschatz und in Leipzig. Danach war er als Lehrer der Handelswissenschaften an der Handelsschule in Leisnig tätig. Else starb 1901 als Handelsschul-Direktor in Loschwitz bei Dresden.

## Publikationen (Auswahl)
- Material für Buchführung zur Bearbeitung schwieriger Fälle. Selbstverlag, Leisnig, 1874.
- Rathgeber in allen Schuld- und Forderungsverhältnissen, besonders im Wechselverfahren. Selbstverlag, Leisnig 1874.
- (Bearb.): Eduard Amthor: Quintessenz des kaufmännischen Rechnens, einschliesslich der Kontokorrentrechnung. G. A. Gloeckner, 1899.